# Harold Bratt
Harold Bratt (* 8. Oktober 1939 in Salford; † 8. Oktober 2018 ebenda) war ein englischer Fußballspieler.

## Karriere
Bratt gehörte während seiner Schulzeit zu den herausragenden Spielern seiner Altersklasse und brachte es bis in die englische Schülernationalmannschaft, bevor er 1955 15-jährig zu Manchester United kam. 1957 stand er als linker Außenläufer mit dem Nachwuchsteam von United im Finale des FA Youth Cups und gewann mit der Mannschaft durch den Finalerfolg gegen West Ham United (3:2 und 5:0) Manchesters fünften Titel in Folge in diesem Wettbewerb. Nachdem er im November 1957 einen Profivertrag erhalten hatte, kam er erst am 2. November 1960 bei der 1:2-Niederlage gegen Bradford City in einem Ligapokalspiel zu seinem ersten und einzigen Pflichtspieleinsatz für United. Nach der Saison 1960/61 wechselte Bratt in die Fourth Division zu den Doncaster Rovers, für die er in den beiden folgenden Spielzeiten insgesamt 54 Ligaspiele absolvierte. Im Anschluss setzte er seine Karriere im Non-League football beim FC Altrincham fort.